# 顾韡
顾韡（?—?），字开林，号河渎渔人。苏州府长洲县（今江苏省苏州市）人。
明末诸生，早年以文章被提学御史倪元珙所肯定。明亡不仕。好藏书，搜集勤奋，如饥似渴。以读书为樂。